# Interleukin 1 beta
Interleukin 1β (IL-1β), patří do rodiny Interleukin-1 cytokinů. Jedná se o protein produkovaný aktivovanými makrofágy ve formě pro-interleukin-1β. Ten je dále štěpen do své maturované formy pomocí kaspazy-1. IL-1β je důležitý pro modulaci zánětlivé odpovědi, indukci cyklooxygenázy-2 v nervové soustavě, proliferaci, apoptóze a diferenciaci buněk. Kombinace IL-1β a IL-23 indukuje v γδT buňkách produkci IL-17, IL-21 a IL-22. To naznačuje zapojení IL-1β v modulaci zánětlivé reakce . IL-1β je produkován závisle i nezávisle na inflamazómu a váže se na stejný receptorový komplex jako IL-1α .

## Klinický význam

### Degenerativní onemocnění sítnice
IL-1 rodina cytokinů a produkce IL-1β je spojována také s poškozením sítnice a onemocněními, jako je například věkem podmíněná makulární degenerace, retinitis pigmentosa, diabetická retinopatie a glaukom. U pacientů s diabetickou retinopatií bylo zaznamenáno zvýšení produkce IL-1β, a proto se různé studie zaměřily na účinek inhibice tohoto cytokinu jako možnost terapie. U zvířecích modelů věkem podmíněné makulární degenerace byly nalezeny zvýšené hladiny IL-1β u poškozených buněk retinálního pigmentového epitelu sítnice a u buněk fotoreceptorů .

### Karcinogeneze
Bylo ukázáno, že v některých typech nádorů hraje důležitou roli inflamazóm. Inflamazóm je cytózolický proteinový komplex aktivující zánětlivou reakci a tvorbu maturované formy IL-1β .

### Roztroušená skleróza
Přítomnost IL-1β byla zjištěná u pacientů trpící roztroušenou sklerózou (chronické autoimunitní onemocnění centrální nervové soustavy, při kterém dochází k rozpadu myelinových pochev), není však přesně známo, kterými buňkami je u tohoto onemocnění produkován. Některé studie ukázaly, že léčba roztroušené sklerózy pomocí glatiramer acetátu nebo natalizumabu snížuje přítomnost IL-1β, případně jeho receptoru.